# Franciszek Ksawery Kęszycki
Franciszek Ksawery Kęszycki herbu Nałęcz (1742–1789) – wojewoda gnieźnieński od 1786, kawaler Orderu Orła Białego i Orderu Świętego Stanisława, marszałek Trybunału Głównego Koronnego  w Lublinie w 1782 roku, rotmistrz kawalerii narodowej, poseł na Sejm Czteroletni. 

## Życiorys
Kolejno: kasztelan gnieźnieński (od 18 września 1781), kasztelan kaliski (od ok. 25 kwietnia 1782), wojewoda gnieźnieński (od 6 lutego 1786). W 1771 otrzymał starostwo mosińskie.
Członek konfederacji Andrzeja Mokronowskiego w 1776 roku. Poseł na sejm 1776 roku z powiatu kościańskiego, sędzia sejmowy w 1776 roku z województwa poznańskiego. Poseł na sejm 1778 roku z województwa poznańskiego. Był członkiem Komisji Dobrego Porządku dla miast królewskich województwa poznańskiego w 1779 roku.